# カムミー県
カムミー県（カムミーけん、ベトナム語：Huyện Cẩm Mỹ / 縣錦美?）は、ベトナムドンナイ省に位置する県である。面積は468km²、人口は158,010人（2018年）である。

## 行政区画
以下の13社から構成される。
- ロンザオ社（Long Giao / 隆交）
- バオビン社（Bảo Bình / 保平）
- ラムサン社（Lâm San / 林山）
- ニャンギア社（Nhân Nghĩa / 仁義）
- ソンニャン社（Sông Nhạn / 瀧雁）
- ソンライ社（Sông Ray / 瀧來）
- トゥアドゥク社（Thừa Đức / 承德）
- スアンバオ社（Xuân Bảo / 春保）
- スアンドン社（Xuân Đông / 春東）
- スアンドゥオン社（Xuân Đường / 春堂）
- スアンミー社（Xuân Mỹ / 春美）
- スアンクエ社（Xuân Quế / 春貴）
- スアンタイ社（Xuân Tây / 春西）